# Dvořák, Suk, Shostakovich: Piano Trios
Dvořák, Suk, Shostakovich: Piano Trios è il secondo album delle Ahn Trio, pubblicato il 12 gennaio 1999.

## L'album
È il primo album del trio pubblicato dalla EMI. Come il precedente, contiene solo brani di musica classica, composti da Antonín Dvořák, Dmitrij Dmitrievič Šostakovič e Josef Suk. L'album ottenne un grande successo, vincendo il premio Echo di quell'anno.

## Lista tracce
1. Klaviertrio e-moll op.90 "Dumky-Trio": I. Lento maestoso - Allegro (Antonín Dvořák) – 4:24
2. Klaviertrio e-moll op.90 "Dumky-Trio": II. Poco adagio - Vivace (Dvořák) – 7:03
3. Klaviertrio e-moll op.90 "Dumky-Trio": III. Andante - Vivace non troppo (Dvořák) – 6:14
4. Klaviertrio e-moll op.90 "Dumky-Trio": IV. Andante moderato (Dvořák) – 5:09
5. Klaviertrio e-moll op.90 "Dumky-Trio": V. Allegro - Meno mosso (Dvořák) – 4:20
6. Klaviertrio e-moll op.90 "Dumky-Trio": VI. Lento maestoso - Vivace (Dvořák) – 4:53
7. Elegie Des-dur op. 23 für Klaviertrio (Josef Suk) – 6:53
8. Klaviertrio Nr.2 e-moll op.67: I. Andante - Moderato - Poco più mosso (Dmitri Shostakovich) – 8:42
9. Klaviertrio Nr.2 e-moll op.67: II. Allegro non troppo (Shostakovich) – 3:05
10. Klaviertrio Nr.2 e-moll op.67: III. Largo (Shostakovich) – 5:04
11. Klaviertrio Nr.2 e-moll op.67: IV. Allegretto - Adagio (Shostakovich) – 11:24

## Formazione
- Lucia Ahn – pianoforte
- Angella Ahn – violino
- Maria Ahn – violoncello